# جيمي هامبتون
جيمي هامبتون (بالإنجليزية: Jamie Hampton)‏ مواليد 8 يناير 1990 في فرانكفورت، ألمانيا الغربية، هي لاعبة كرة مضرب أمريكية بدأت مسيرتها كمحترفة سنة 2009 تلعب باليد اليمنى. أعلى تصنيف لها في الفردي كان المركز الـ 24 في سنة 2013. أعلى تصنيف لها في الزوجي كان المركز الـ 74 في سنة 2012.

## الخط الزمني للفردي
مفتاح
| ف | ن | ن.ن | ر.ن | د# | د.م | ل | أ.أ | ت | غ | ب | ف | ذ | م.خ | ل.ت |

(ف) فاز بالبطولة (ن) وصل النهائي (ن.ن) نصف النهائي (ر.ن) ربع النهائي (د#) الأدوار الأربعة الأولى (د.م) دور المجموعات (ل) شارك في كأس ديفيز (أ.أ) خرج من الأدوار الاولى (ت) خسر التصفيات التأهيلية (غ) غاب عن الحدث أو البطولة (ب) حصل على ميدالية برونزية (ف) حصل على ميدالية فضية (ذ) حصل على ميدالية ذهبية (م.خ) بطولة الماسترز خُفضت إلى مرتبة أقل (ل.ت) البطولة لم تعقد في السنة المعينة.
لتجنب الارتباك وازدواجية الحساب، يتم تحديث هذه المعلومات إما في نهاية البطولة، أو عندما تكون مشاركة اللاعب في البطولة قد انتهت.
| الدورة             | 2010 | 2011 | 2012 | 2013 | 2014 | 2015 | م.ف    | ف-خ  |
| ------------------ | ---- | ---- | ---- | ---- | ---- | ---- | ------ | ---- |
| دورات الجراند سلام |      |      |      |      |      |      |        |      |
| أستراليا المفتوحة  | غ    | د1   | د2   | د3   | غ    | غ    | 0 / 3  | 3–3  |
| فرنسا المفتوحة     | غ    | ت    | د1   | د4   | غ    | غ    | 0 / 2  | 3–2  |
| بطولة ويمبلدون     | غ    | غ    | د2   | د1   | غ    | غ    | 0 / 1  | 1–2  |
| أمريكا المفتوحة    | د1   | د1   | د1   | د3   | غ    | غ    | 0 / 4  | 2–4  |
| فوز-خسارة          | 0–1  | 0–2  | 2–4  | 7–4  |      |      | 0 / 11 | 9–11 |

## الخط الزمني للزوجي
مفتاح
| ف | ن | ن.ن | ر.ن | د# | د.م | ل | أ.أ | ت | غ | ب | ف | ذ | م.خ | ل.ت |

(ف) فاز بالبطولة (ن) وصل النهائي (ن.ن) نصف النهائي (ر.ن) ربع النهائي (د#) الأدوار الأربعة الأولى (د.م) دور المجموعات (ل) شارك في كأس ديفيز (أ.أ) خرج من الأدوار الاولى (ت) خسر التصفيات التأهيلية (غ) غاب عن الحدث أو البطولة (ب) حصل على ميدالية برونزية (ف) حصل على ميدالية فضية (ذ) حصل على ميدالية ذهبية (م.خ) بطولة الماسترز خُفضت إلى مرتبة أقل (ل.ت) البطولة لم تعقد في السنة المعينة.
لتجنب الارتباك وازدواجية الحساب، يتم تحديث هذه المعلومات إما في نهاية البطولة، أو عندما تكون مشاركة اللاعب في البطولة قد انتهت.
| الدورة             | 2006 | 2007 | 2008 | 2009 | 2010 | 2011 | 2012 | 2013 | 2014 | 2015 | فوز / مشاركة | ف-خ |
| ------------------ | ---- | ---- | ---- | ---- | ---- | ---- | ---- | ---- | ---- | ---- | ------------ | --- |
| دورات الجراند سلام |      |      |      |      |      |      |      |      |      |      |              |     |
| أستراليا المفتوحة  |      |      |      |      |      |      |      |      |      |      | 0 / 0        | 0–0 |
| فرنسا المفتوحة     |      |      |      |      |      |      |      |      |      |      | 0 /0         | 0–0 |
| بطولة ويمبلدون     |      |      |      |      |      |      |      |      |      |      | 0 / 0        | 0–0 |
| أمريكا المفتوحة    | د1   | د1   | د1   |      | د2   | د1   |      |      |      |      | 0 / 5        | 1–5 |
| فوز-خسارة          | 0–1  | 0–1  | 0–1  | 0–0  | 1–1  | 0–1  | 0–0  | 0–0  | 0–0  | 0-0  | 0 / 5        | 1–5 |

## روابط خارجية
- جيمي هامبتون على موقع رابطة محترفات التنس (الإنجليزية)
- جيمي هامبتون على موقع الاتحاد الدولي لكرة المضرب (الإنجليزية)
- جيمي هامبتون على موقع كأس بيلي جين كينغ (الإنجليزية)
- جيمي هامبتون على موقع خلاصة التنس.كوم (الإنجليزية)
- جيمي هامبتون على موقع إي إس بي إن.كوم (الإنجليزية)